# (11620) Susanagordon
(11620) Susanagordon est un astéroïde de la ceinture principale.

## Description
(11620) Susanagordon est un astéroïde de la ceinture principale. Il fut découvert le 23 juillet 1996 à Campo Imperatore par Andrea Boattini et Andrea Di Paola. Il présente une orbite caractérisée par un demi-grand axe de 2,64 UA, une excentricité de 0,13 et une inclinaison de 13,5° par rapport à l'écliptique.

## Compléments